# Edosa endroedyi
Edosa endroedyi är en fjärilsart som beskrevs av László Anthony Gozmány. Edosa endroedyi ingår i släktet Edosa och familjen äkta malar. Inga underarter finns listade i Catalogue of Life.